# Gare de Jœuf
La gare de Jœuf est une gare ferroviaire française de la ligne de Saint-Hilaire-au-Temple à Hagondange, située sur le territoire de la commune de Jœuf, dans le département de Meurthe-et-Moselle en région Grand Est.
C'est une halte ferroviaire de la Société nationale des chemins de fer français (SNCF) desservie par des trains TER Grand Est.

## Situation ferroviaire
Établie à 190 m d'altitude, la gare de Jœuf est située au point kilométrique (PK) 331,111 de la ligne de Saint-Hilaire-au-Temple à Hagondange, entre les gares d'Homécourt et de Moyeuvre-Grande.

## Histoire
Au lendemain de la Guerre franco-allemande de 1870, le désastreux traité de Francfort fait  passer les usines principales de la famille de Wendel (l'usine de Hayange, celle de Moyeuvre et celle de Stiring-Wendel) dans l'Empire allemand. Les de Wendel décident alors la construction de l'usine sidérurgique de Jœuf, en France mais au plus près de la frontière. Ils peuvent ainsi se maintenir sur le marché français où ils étaient très présents avant la guerre, notamment sur la fourniture de rails.
Mais, pour d'évidentes raisons militaires, les autorités allemandes interdisent formellement toute connexion au sein des usines, entre le réseau privé de l'usine, qui est transfrontalier, et le réseau français. Une gare distincte est créée par la Compagnie des chemins de fer de l'Est, en prolongement du réseau français, afin d'assurer l'expédition des produits sidérurgiques vers la France : c'est la naissance, en 1883, de la gare de Jœuf - Homécourt.
Le transport des marchandises de l'usine de Jœuf à la gare de Jœuf - Homécourt se fait donc par chevaux. En 1885, les de Wendel essaient tout de même de construire discrètement une voie étroite sur la route entre l'usine et la gare. Cette initiative suscite une vive réaction des autorités allemandes : la liaison ne fonctionnera qu'une seule journée. En 1892-1893, l'usine reconstruit cette route à ses frais, car la chaussée est rapidement ruinée par l'intense trafic (1 500 tonnes transportées certains jours !). La solution ne peut être pérenne. Finalement, un tunnel est percé sous la côte de Montois-la-Montagne, et la gare de Jœuf, qui n'est plus qu'à 250 m de l'usine, est construite afin de remplacer la gare Jœuf - Homécourt (qui devient alors la gare d'Homécourt). Cependant, en 1914, les travaux sont encore loin d'être terminés.
Enfin, 2 août 1914, l'armée allemande occupe Jœuf, un jour avant de déclarer la guerre à la France. Quelques jours après, le génie militaire allemand crée le raccordement de l'usine de Jœuf à la gare de Jœuf. Puis il lance la construction du raccordement entre la gare de Jœuf et celle de Moyeuvre, sur la rive droite de l'Orne : pendant deux ans, des milliers de prisonniers russes sont affectés au percement d'un nouveau tunnel, dans le prolongement du premier creusé avant la guerre. Ce tronçon permet l’achèvement de la ligne de Saint-Hilaire-au-Temple à Hagondange.

## Fréquentation
De 2015 à 2024, selon les estimations de la SNCF, la fréquentation annuelle de la gare s'élève aux nombres indiqués dans le tableau ci-dessous.
| Année     | 2015   | 2016   | 2017   | 2018   | 2019   | 2020   | 2021   | 2022   | 2023   | 2024   |
| --------- | ------ | ------ | ------ | ------ | ------ | ------ | ------ | ------ | ------ | ------ |
| Voyageurs | 35 302 | 34 647 | 37 144 | 30 885 | 37 612 | 26 881 | 33 378 | 42 342 | 43 872 | 43 849 |

## Service des voyageurs

### Accueil
Jœuf est une gare de la SNCF, disposant d'un bâtiment voyageurs, avec guichet, ouvert tous les jours.
Une passerelle permet la traversée des voies et le passage d'un quai à l'autre.

### Desserte
Jœuf est desservie par les trains TER Grand Est qui effectuent des missions entre les gares de Verdun, ou de Conflans - Jarny et de Hagondange, ou de Metz-Ville.

### Intermodalité
Le stationnement des véhicules est possible à proximité de l'ancien bâtiment voyageurs.